# Pogostemon deccanensis
Pogostemon deccanensis là một loài thực vật có hoa trong họ Hoa môi. Loài này được (Panigrahi) Press miêu tả khoa học đầu tiên năm 1982.

## Hình ảnh

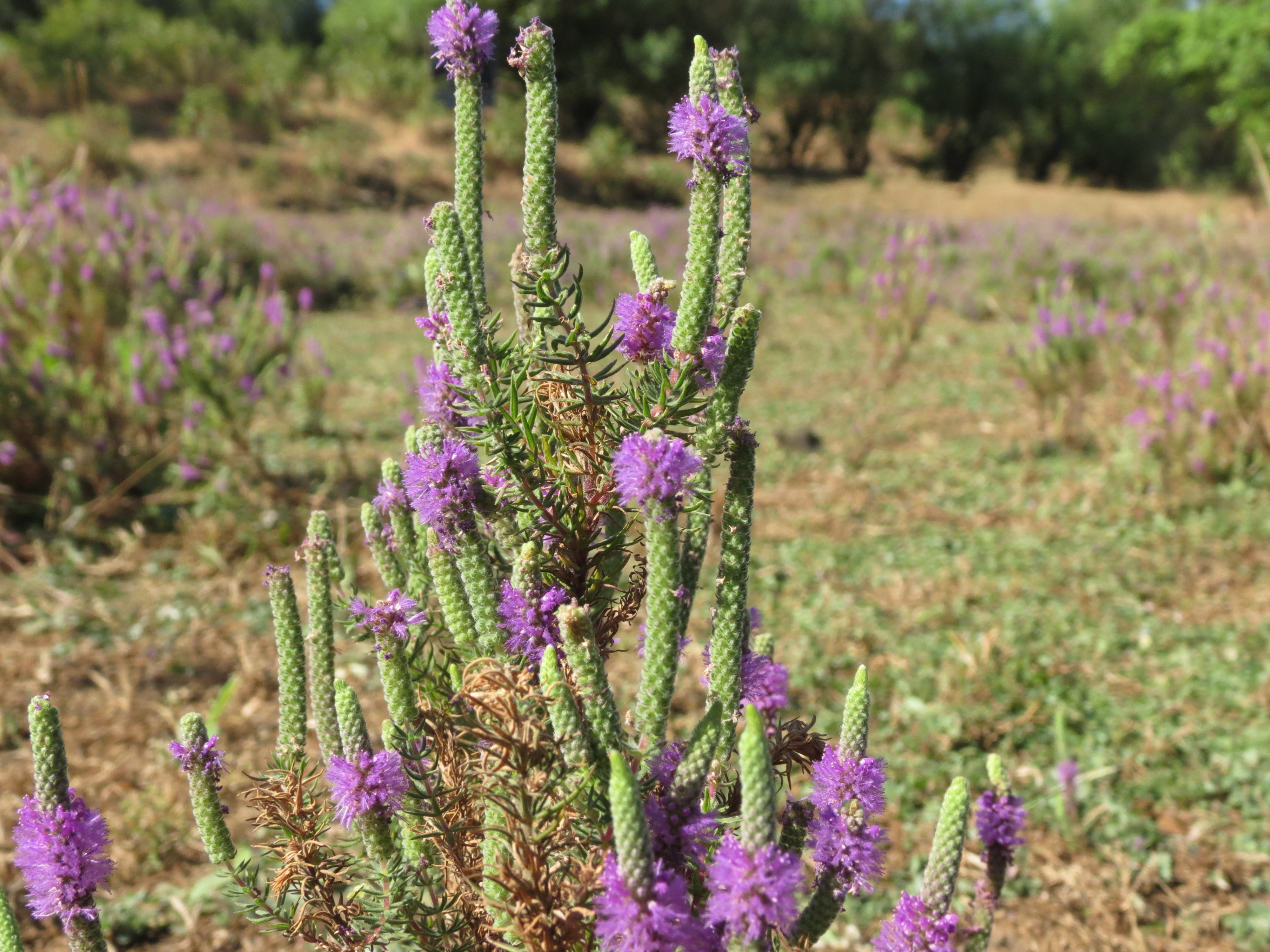
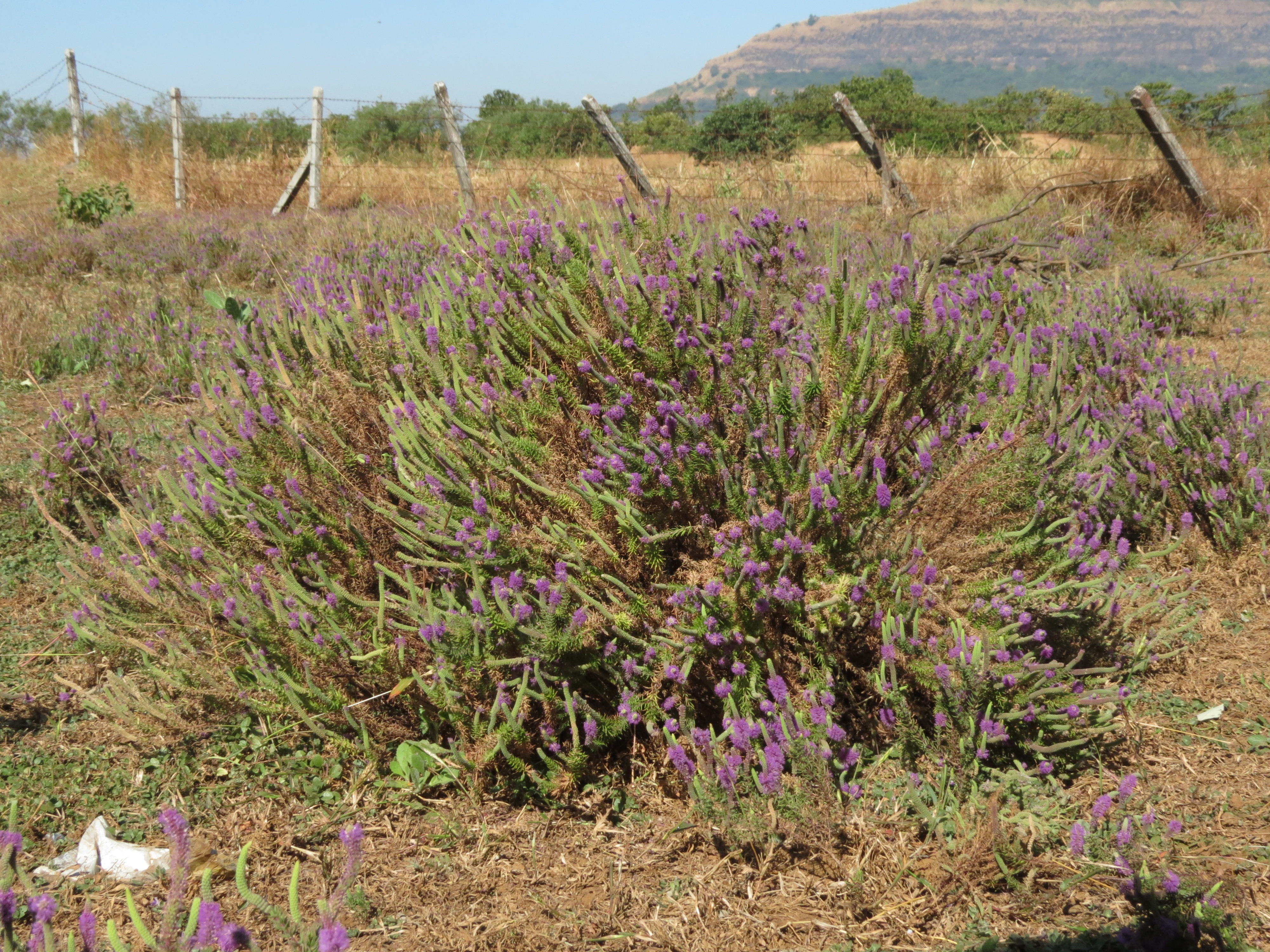